# Refuge de La Martin
Das Refuge de La Martin ist eine Schutzhütte, die sich im Département Savoie in der Region Auvergne-Rhône-Alpes befindet. Die Schutzhütte gehört der Verwaltung des Nationalparks Vanoise.

## Zustieg
Das Refuge de La Martin kann über mehrere Wege erreicht werden:
- vom Weiler la Gurraz, Teil der Gemeinde Villaroger: der Weg beginnt am ca. 1600 m hoch gelegenen Parkplatz du Chantel; dort beginnt auch der Aufstieg zur Schutzhütte Refuge de Turia.  Für den Anstieg sind ca. 1h45  einzurechnen.
- von Tignes - Les Brévières (am Fuss der 180 m hohen Staumauer Barrage du Chevril, in der Nähe der Seilbahnstation de la Sache): für den Anstieg, der auf einer Höhe von 1550 m beginnt, sind ca. zwei Stunden einzurechnen.
- von Tignes - Les Boisses (oberhalb der Krone der Staumauer der Talsperre Barrage du Chevril): für den Anstieg sind ca. zwei Stunden einzurechnen.
- von  Tignes - Le Lac: Der Anstieg beginnt in der Nähe der Seilbahnstation Palafour. Für den Weg sind ca. 2h15 einzurechnen.

## Geschichte
Die heutige Hütte wurde im Jahr 1932 von der Gemeinde Villaroger errichtet. Dreißig Jahre lang dienten die Gebäude als Sommeralm. Im Stall konnten bis zu 70 Kühe gehalten werden.
Nachdem die Alm zehn Jahre lang nicht genutzt wurden, kaufte der Nationalpark Vanoise die Gebäude im Jahr 1972 und funktionierte sie zur Schutzhütte um.

## Beschreibung
Die Hütte wird von Mitte Juni bis Mitte September bewirtschaftet und bietet 23 Betten in einem Gemeinschaftsraum. Winterlager sind nicht vorgesehen.

## Tourenmöglichkeiten
Von der Schutzhütte Refuge de La Martin kann der Gipfel des Dôme de la Sache bestiegen werden. Vom Gipfel besteht die Möglichkeit zu den Gipfeln des Mont Pourri und des Mont Turia zu gelangen und dann zur Hütte Refuge de Turia oder nach Les Arcs abzusteigen.
Ferner bietet sich ein Ausflug zum Gletscher Glacier de la Savinaz an. Die Schutzhütte liegt am Rundweg Tour du Mont Pourri.